# Абана (Турция)
Абана (тур. Abana) — город и район в иле Кастамону на черноморском побережье Турции, в Пафлагонии, к северу от города Бозкурт.

## История
Близ деревни Хадживели (Hacıveli) у мыса Хадживели, в 3 км к востоку от города Абана, находилась колония эгинцев Эгинет (др.-греч. Αἰγινήτης, лат. Aiginetes).